# Балка Грузька (Тернова)
Балка Грузька (Тернова) — річка в Україні, у Нікопольському й Запорізькому районах Дніпропетровської й Запорізької областей. Права притока р.Томаківка (басейн Дніпра).

## Опис
Довжина річки 14 км, похил річки — 6,0 м/км. Площа басейну 54,6 км². Витоки річки зникли. Місцями пересихає.

## Розташування
Бере початок на південному сході від c.Тракторне. Тече через села Краснопіль, Тарасівку, Зелений Гай і на західній стороні від с.Ручаївка впадає в річку Томаківку.
Нижче с.Зелений Гай до р.Балка Грузька впадає досить велика балка Стрюківська з однойменним струмком (права притока).
Населені пункти вздовж берегової смуги: с.Краснопіль, с.Тарасівка, с.Зелений Гай,

## Рослинний і тваринний світ
Не зважаючи на інтенсивне господарське використання території, у межах долини річки збереглись цілинні степи, природна байрачна і заплавна рослинність. Тут зустрічається ряд раритетних видів та угруповань рослин і тварин, занесених до Червоної книги України, Зеленої книги України та інших природоохоронних документів.

## Галерея

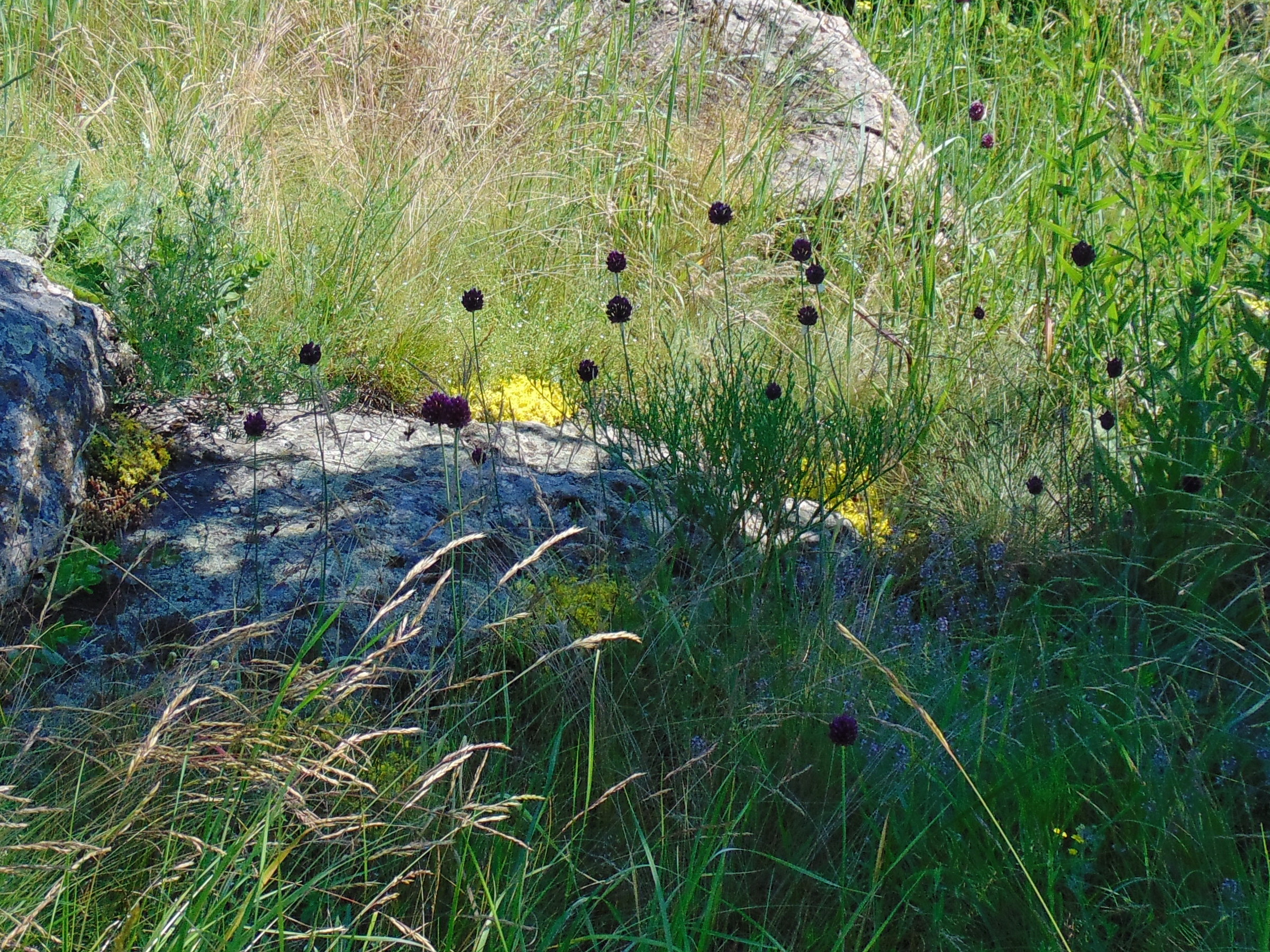
Ценопопуляція цибулі круглої
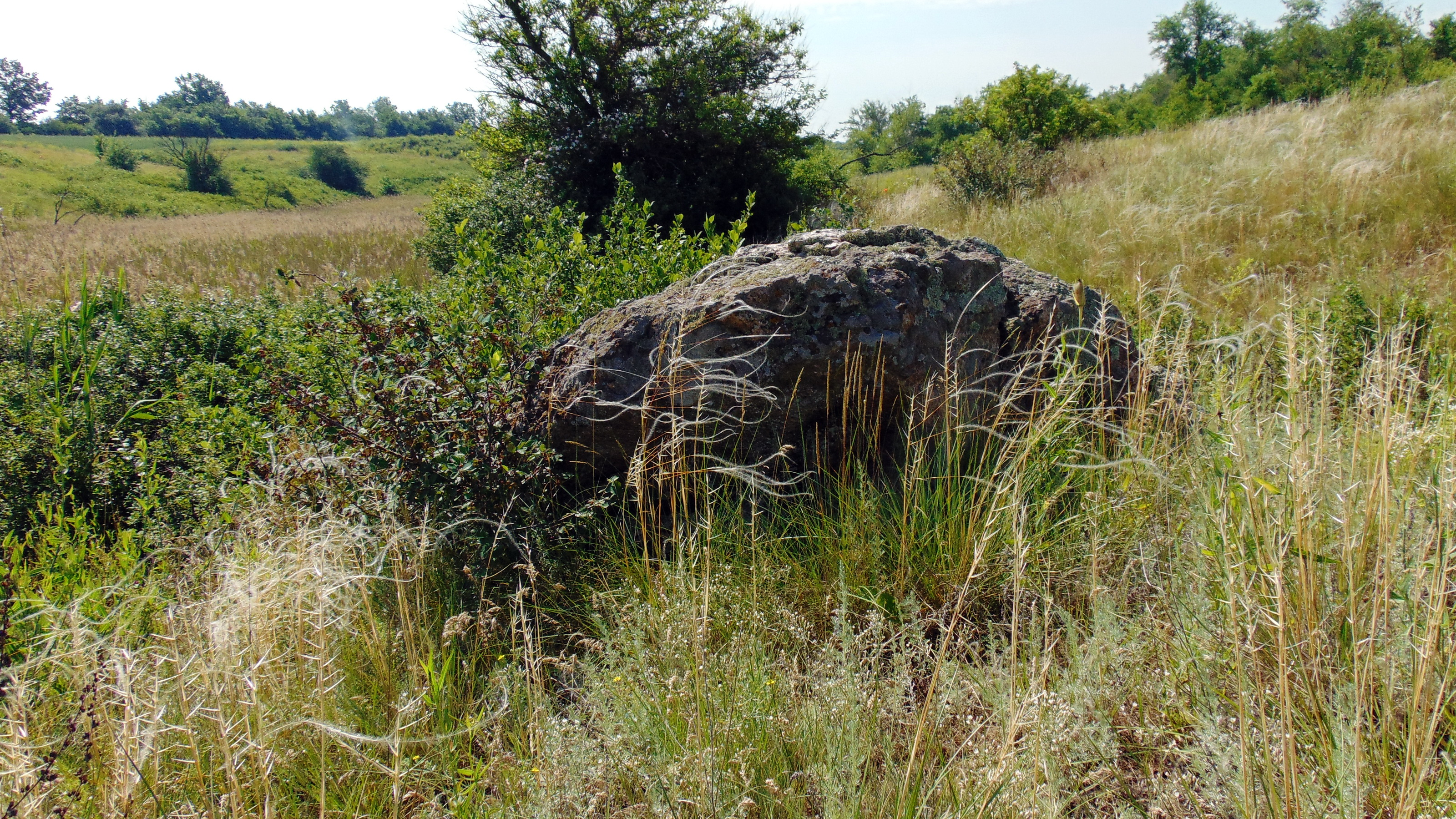
Ковила пірчаста
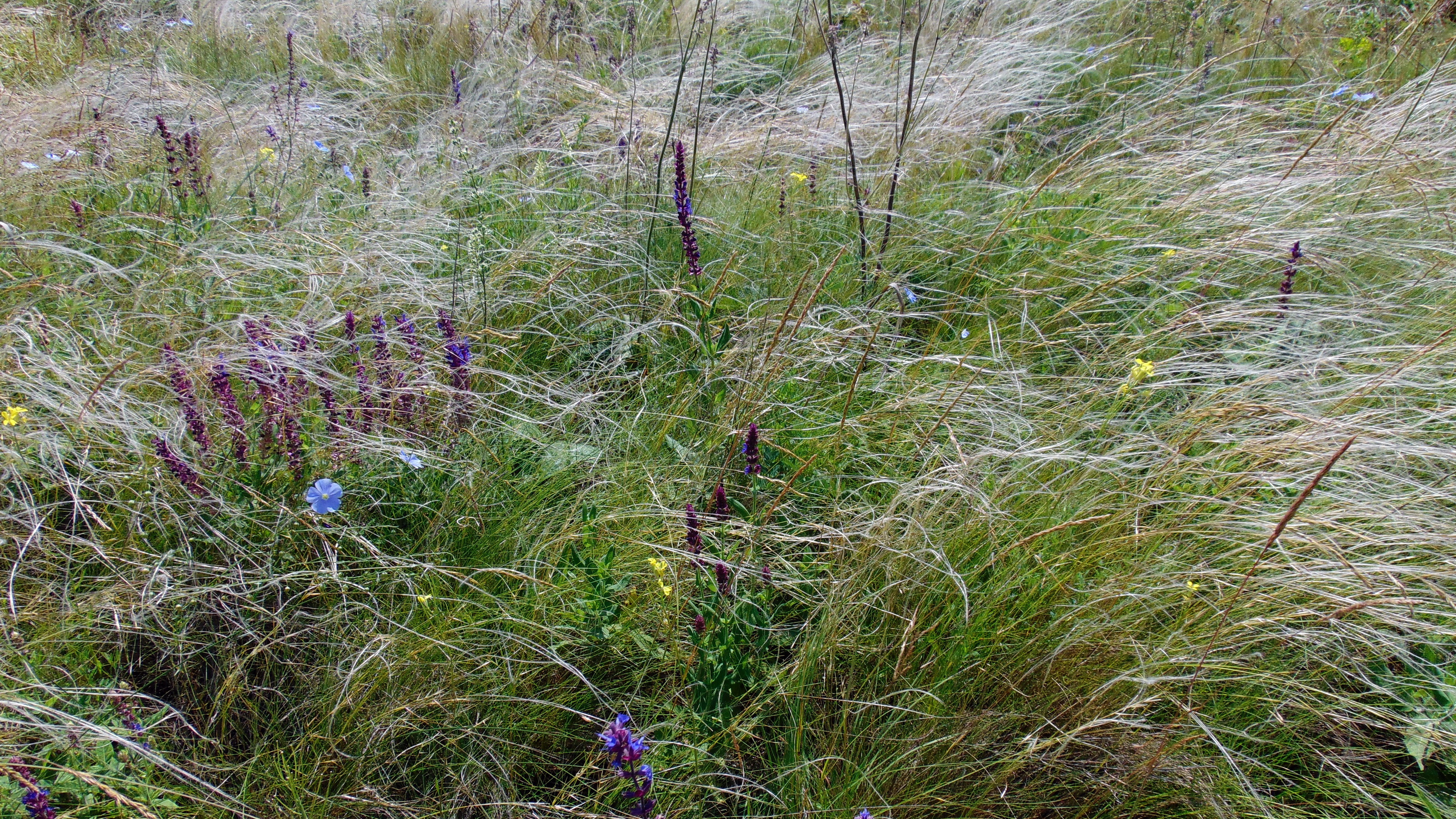
Формація ковили Лессінга
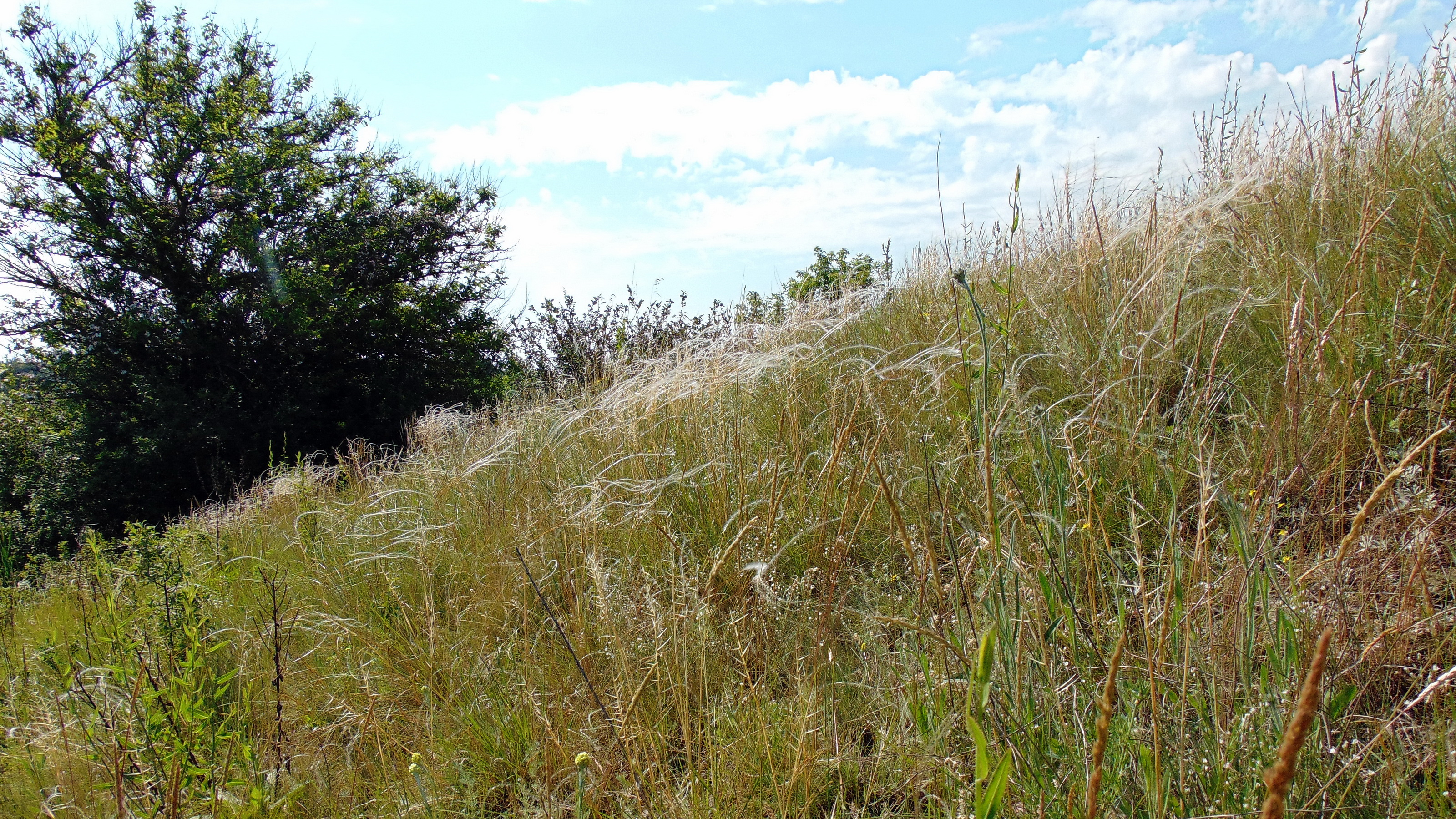
Формація ковили пірчастої